# Anusuya Chinsamy-Turan
Anusuya Chinsamy-Turan és una paleontòloga dels vertebrats sud-africana coneguda pels seus coneixements i les seves contribucions a l'estudi de la microestructura de dents i ossos fòssils de vertebrats tant extints com vivents. Dirigí la Facultat de Ciències Biològiques (originalment la Facultat de Zoologia) de la Universitat de Ciutat del Cap entre el 2012 i el 2015.

### Formació i carrera
Chinsamy-Turan es graduà per la Universitat del Witwatersrand el 1983, hi feu un postgrau el 1984, obtingué un diploma superior per la Universitat de Durban-Westville (avui Universitat de KwaZulu-Natal) el 1985 i es doctorà per la Universitat del Witwatersrand el 1991. Seguidament, feu un postdoctorat a la Universitat de Pensilvània (1992-1994).
És autora de dues obres acadèmiques, dos llibres especialitzats, tres llibres infantils i un llibre de divulgació.

## Reconeixements
Chinsamy-Turan rebé el Distinguished Women Scientist Award del Departament de Ciència i Tecnologia de Sud-àfrica el 2002 i fou guardonada com a Sud-africana de l'Any el 2005. La Fundació Nacional de Recerca de Sud-àfrica li concedí el seu Guardó Presidencial el 1995 i el seu Guardó de Transformació el 2012.
El 2013 guanyà el Premi Subsaharià a la Divulgació i Popularització de la Ciència de l'Acadèmia Mundial de les Ciències.
El fèlid de dents de sabre Lokotunjailurus chinsamyae fou anomenat en honor seu.